# Annika Spalde
Annika Francisca Spalde, född 26 maj 1969 i Lindome församling i Hallands län, är en svensk författare, fredsaktivist och diakon i Svenska kyrkan.
Hon har arbetat med icke-våld och civil olydnad sedan 1996, och suttit i fängelse vid flera tillfällen för civil olydnad och plogbillsaktioner. För plogbillsgruppen Bröd inte Bombers nedmontering av tillverkningsramper för Trident kärnvapenubåt dömdes hon till ett års fängelse. Hon avtjänade sex månader i England. Hon har arbetat med nätverket Ofog mot den svenska vapenexporten och är även engagerad för djurrätt.
Hösten 2008 var hon med och lanserade kampanjen Avrusta, under vilken hon den 21 april 2009 dömdes av Linköpings tingsrätt till sex månaders fängelse och 150 000 kr i solidariskt skadestånd för att natten till den 22 mars tillsammans med Martin Smedjeback och Pelle Strindlund ha tagit sig in på Saabs flygfältsområde i Linköping med syfte att sabotera Jas 39 Gripen-plan. Tidningen Dagen placerade henne på sin lista över 100 bra förebilder 2008.

## Utmärkelser
- 2011: Martin Luther King-priset

### Intervjuer
- Stockholms fria tidning 10 juni 2009 ”Det är faktiskt en samvetsfråga – vad är egentligen mitt ansvar?”
- Tidningen Dagen 3 juni 2009: Fängslad diakon: Alla har vi ett ansvar
- Democracy Now 9 december 2008: Sweden Ranks Second in the World in Per Capita Weapons Exports